# Пурлиотопулос, Вангелис
Вангелис Пурлиотопулос (род. 13 апреля 1969 года в Салониках) — бывший греческий вратарь, который играл в 1990-х и 2000-х годах. Он играл в высшей лиге Греции за ПАОК, «Ионикос», «Паниониос» и «Арис Салоники». Он сыграл более 180 матчей в первом дивизионе.

## Биография
Пурлиотопулос родился в Салониках. Он начал свою карьеру в любительском клубе «Панорама Салоники». Он перешёл в ПАОК в 1992 году, где играл в течение следующих пяти лет. В 1997 году он отправился в «Ионикос», которому помог занять пятое место в чемпионате и впервые в истории выйти в Кубок УЕФА. Два года спустя он перешёл в «Паниониос». В 2001 году, когда он играл за «Паниониос», он выиграл титул Лучший вратарь Греции. Летом 2001 года он вернулся в ПАОК и играл там в течение следующих трёх лет. В 2003 году он выиграл кубок Греции, в финале ПАОК с минимальным счётом обыграл «Арис», сам Пурлиотопулос в матче не участвовал. «Арис» и стал новым местом работы Пурлиотопулоса, он провёл с командой весь сезон 2004/05 и помог клубу снова дойти до финала кубка. Однако в финале «Арис» всухую проиграл «Олимпиакосу», Пурлиотопулос пропустил три гола.
В 2008 году Пурлиотопулос занял должность в совете директоров ПАОКа.

## Достижения
ПАОК
- Кубок Греции: 2003

«Арис Салоники»
- Кубок Греции: 2005 (финалист)

Личные
- Лучший вратарь Греции: 2001